# منطقة المالكية
منطقة المالكية منطقة سورية إدارية تتبع محافظة الحسكة الشماليّة الشرقيّة مركزها مدينة المالكية، بلغ تعداد سكان المنطقة 191,994 نسمة حسب التعداد السكاني لعام 2004.

## نواحي منطقة المالكية
- ناحية مركز المالكية
- ناحية الجوادية
- ناحية اليعربية
- ناحية المعبدة